# آی‌بی‌سی
آی‌بی‌سی (انگلیسی: Intercontinental Broadcasting Corporation) شرکت رسانه‌ای فیلیپینی است، که در سال ۱۹۵۹ تأسیس شد.